# Kirill Golosnickij
Kirill Kirillovič Golosnickij (in russo Кирилл Кириллович Голосницкий?; Zelenograd, 30 maggio 1994) è un rugbista a 15 russo attivo nel ruolo di tre quarti centro nel VVA-Podmoskov'e.

## Biografia
Nativo di Zelenograd, comune gravitante sulla capitale Mosca, ivi si formò rugbisticamente, agli ordini del suo primo allenatore Maksim Skvorcov.
Intorno ai 17 anni entrò nella prima squadra del club, in seconda divisione, e alla fine del 2015 fu contattato da emissari del Krasnyj Jar che lo misero sotto contratto professionistico per la stagione successiva, nel corso della quale vinse, con la nuova squadra, vinse la Supercoppa di Russia.
A livello internazionale vinse nel 2013 la medaglia d'argento all'Europeo Under-19 di rugby a 7 in Spagna.
Debuttò nella Russia a XV nel giugno 2016 a San Francisco contro gli Stati Uniti, e a fine 2018 realizzò la sua prima meta, a Montevideo contro l'Uruguay.
Nel 2019 fu convocato per la Coppa del Mondo in Giappone.